# Hypoderma bihospitum
Hypoderma bihospitum är en svampart som beskrevs av P.R. Johnst. 1990. Hypoderma bihospitum ingår i släktet Hypoderma och familjen Rhytismataceae.   Inga underarter finns listade i Catalogue of Life.